# Kartaramstraat
De Kartaramstraat is een straat in Paramaribo die loopt van de Annielaan naar de Frederikalaan.

## Naamgever en het centrum Shanti Dal
De straat ligt in een gebied dat Anniestraat werd genoemd. De vijf zijstraten met dezelfde naam kregen in 1950 een andere  naam.
De Kartaramstraat is een van die zijstraten. Kártárám is de familienaam van de broers Rammanorath (1918-) en Bálkrishna (Balkisoen) (1923-1977). Zij richtten in deze straat in de jaren 1960 cultureel centrum en sportcentrum Shanti Dal op. Aan de activiteiten van de stichting namen bekende Surinamers deel, zoals de latere presidenten Ronald Venetiaan en Jules Wijdenbosch en de politici Jules Sedney, Jules Ajodhia en Eddy Bruma. Na het overlijden van Balkisoen Kártárám in 1977 zakte de interesse voor de activiteiten in.

## Gedenkteken
Er staat het volgende gedenkteken in de straat. Deze werd op 2 oktober 1962 onthuld op de plaats waar zich toen het cultureel centrum Shanti Dal bevond.
| Onderwerp                     | Type       | Kunstenaar | Onthulling | Locatie | Omschrijving                       |
| ----------------------------- | ---------- | ---------- | ---------- | ------- | ---------------------------------- |
| Standbeeld van Mahatma Gandhi | standbeeld | S. Manna   | 1962       |         | Indiaas onafhankelijkheidsstrijder |